# Feixa de la Paret de Terradets
La Feixa de la Paret de Terradets és un paratge situat a cavall dels termes municipals d'Àger, a la Noguera. L'extrem oriental de la feixa és en el terme municipal de Castell de Mur, dins de l'antic municipi de Guàrdia de Tremp, al Pallars Jussà, en l'àmbit del poble de Cellers.
Es tracta d'una feixa situada al capdamunt i al nord de l'espectacular paret de pedra rogenca visible al nord de l'extrem sud-oest del Congost de Terradets anomenada Paret de Terradets. És al nord-oest del Pas de Terradets.
Al sud de la feixa es troba la Paret de Terradets.